# Alphonse Balat
Pour les articles homonymes, voir Balat.
Alphonse Hubert François Balat (Gochenée, 15 mai 1818 - Ixelles, 16 septembre 1895) est un architecte belge. 

## Éléments biographiques
Alphonse Balat est formé à l'Académie des beaux-arts de Namur, puis d'Anvers, où il obtient un premier prix de composition architecturale en 1838. Il est l'un des principaux architectes du roi des Belges, Léopold II, pour qui il réalise notamment une rénovation partielle du Palais royal de Bruxelles, les Serres royales de Laeken. Il est également l'auteur du musée des beaux-arts de Bruxelles. Par ailleurs, il est le mentor de l’architecte Victor Horta. 
Il est inhumé au cimetière de Laeken.

## Démarche architecturale
« Simplifiez, simplifiez encore, simplifiez toujours et quand vous aurez tout simplifié, vous n’aurez pas encore assez simplifié. »
En cela, Alphonse Balat se distingue nettement de ses contemporains. À une époque où l’éclectisme règne en maître, Balat propose la ligne pure des modèles classiques, de l’Antiquité à la Renaissance italienne. Il prête davantage attention aux grandes lignes architecturales de l’édifice qu'au travail sur les détails de la décoration et du style.
Par une épuration progressive des formes, Alphonse Balat fait la synthèse entre la tradition classique et les aspirations esthétiques de son temps tout en apportant une réponse convaincante à des programmes nouveaux.

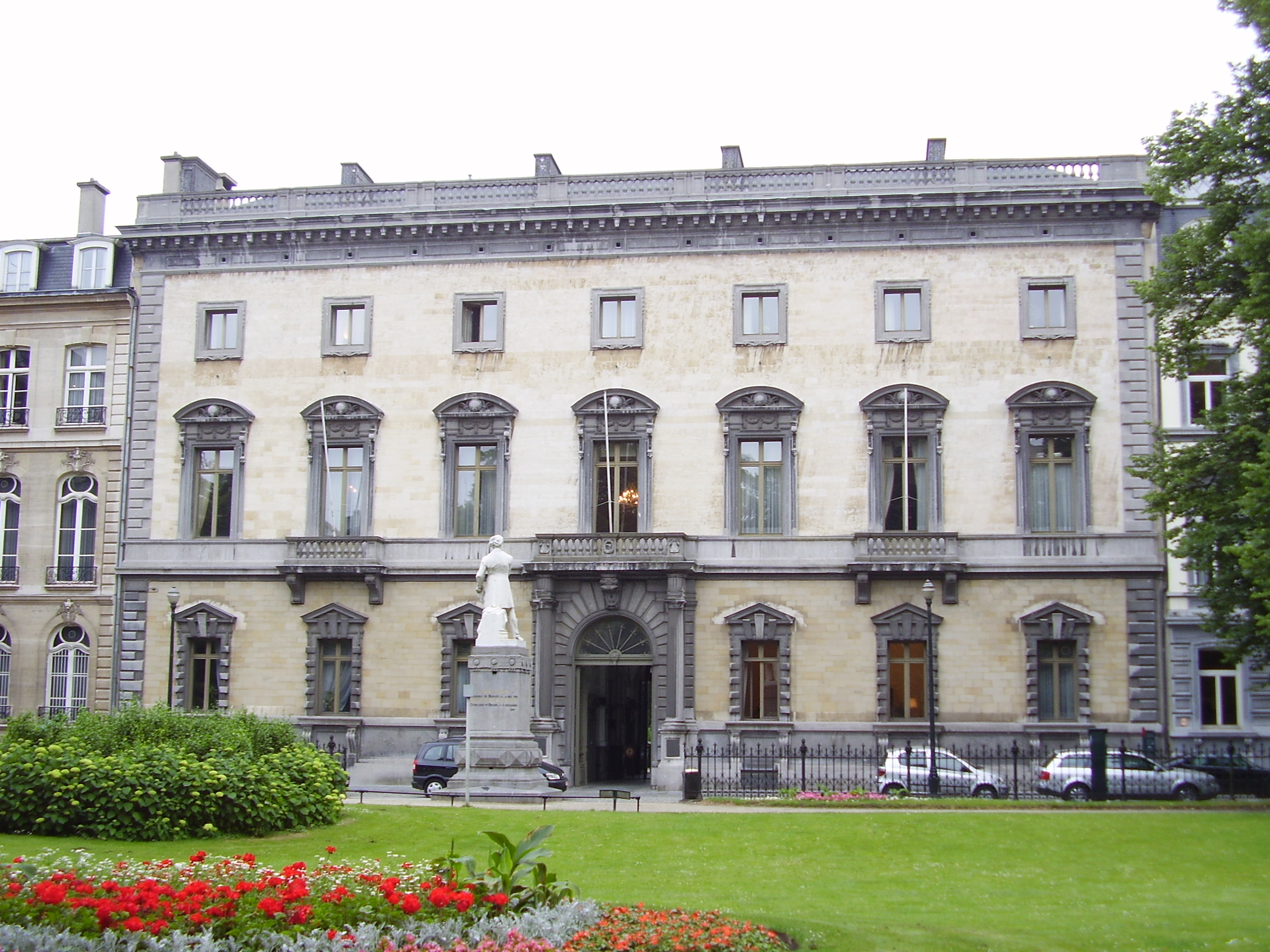
Palais du marquis d'Assche, 33 rue de la Science à Bruxelles, depuis 1948 siège du Conseil d'Etat
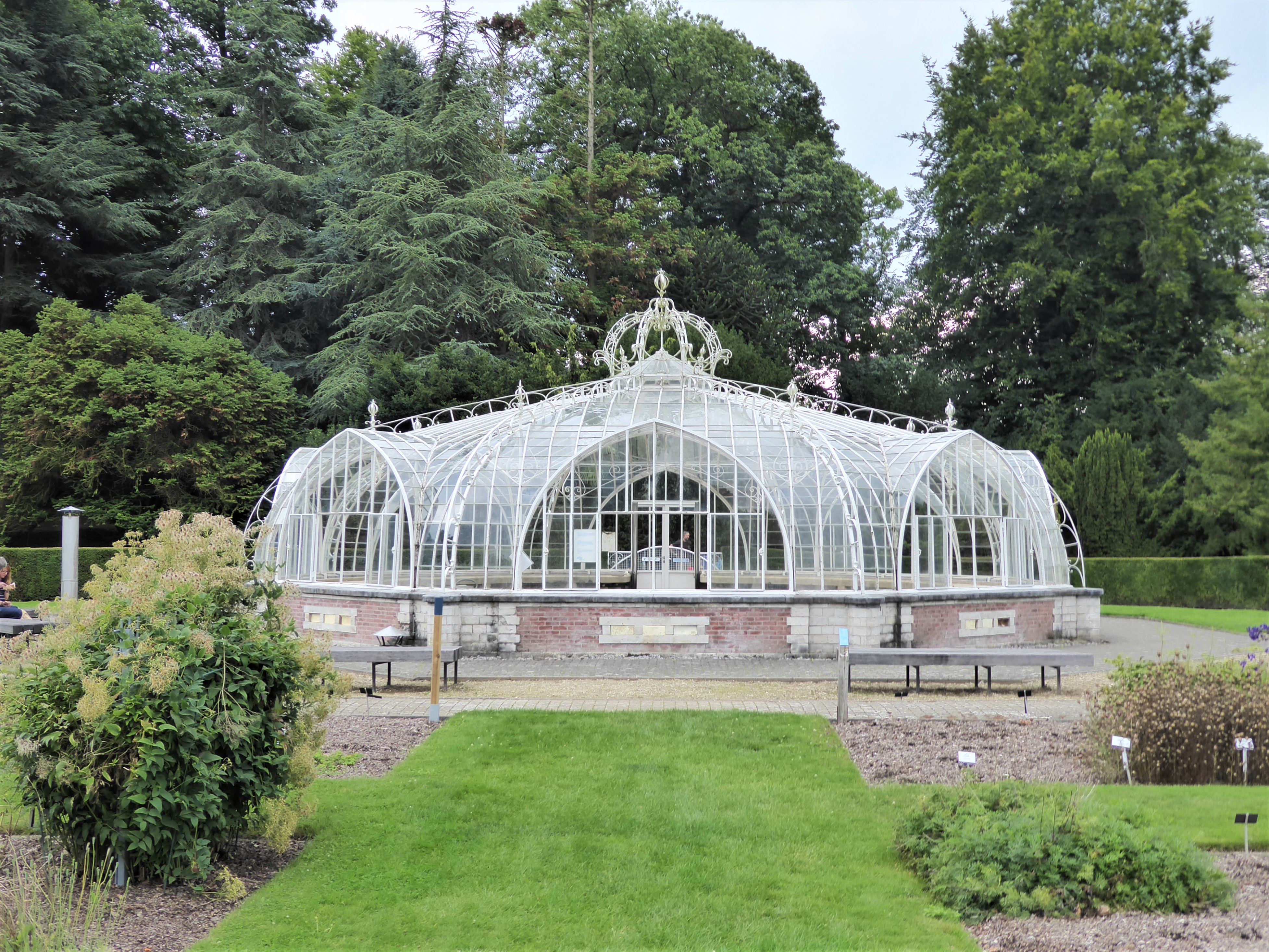
Serre Balat (1854), au Jardin botanique de Meise situé dans les environs de Bruxelles
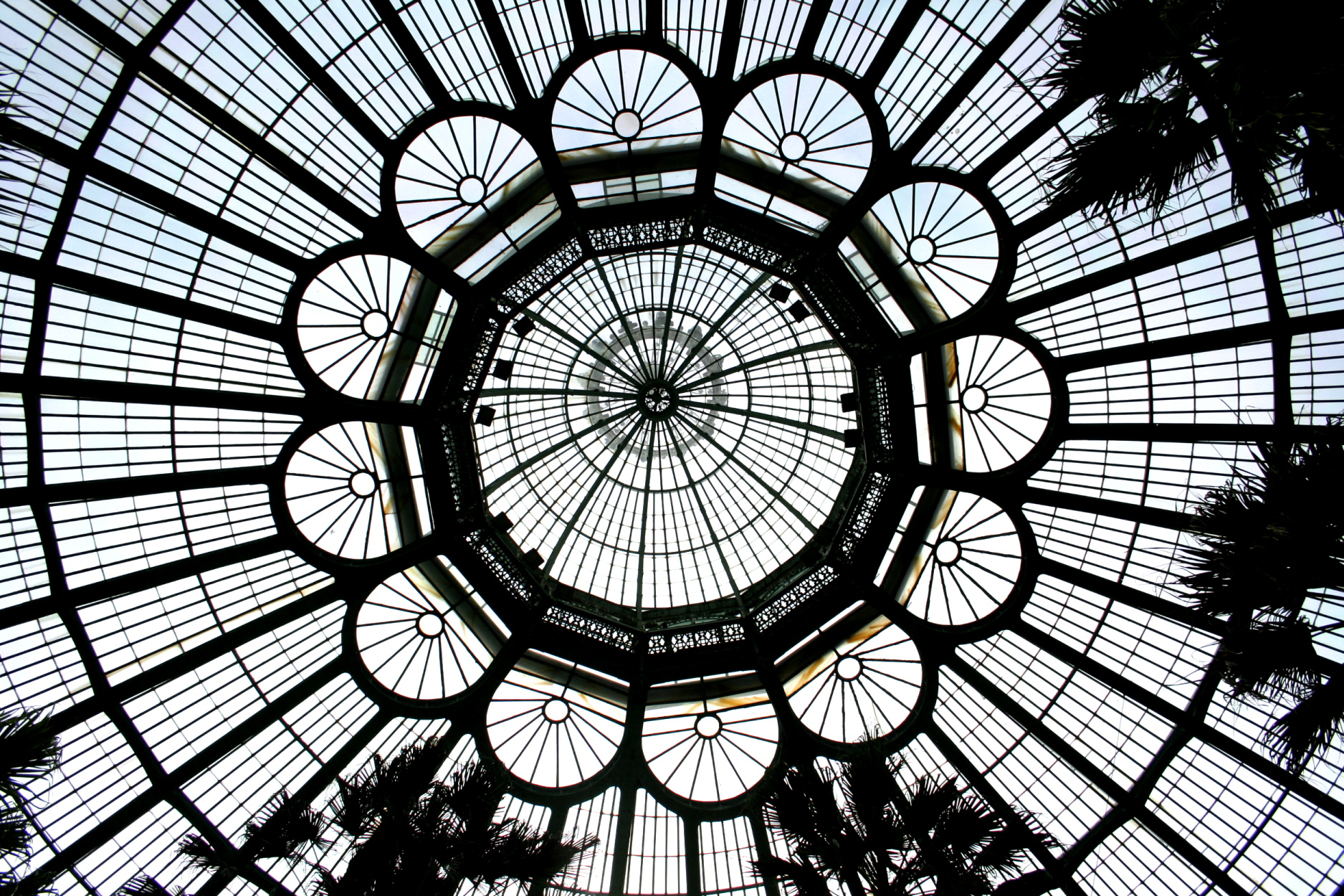
« Simplifiez, simplifiez encore… ». Détail des serres royales de Laeken dans le parc du château, Bruxelles

## Réalisations

### Architecte du roi Léopold II (à partir de 1860)

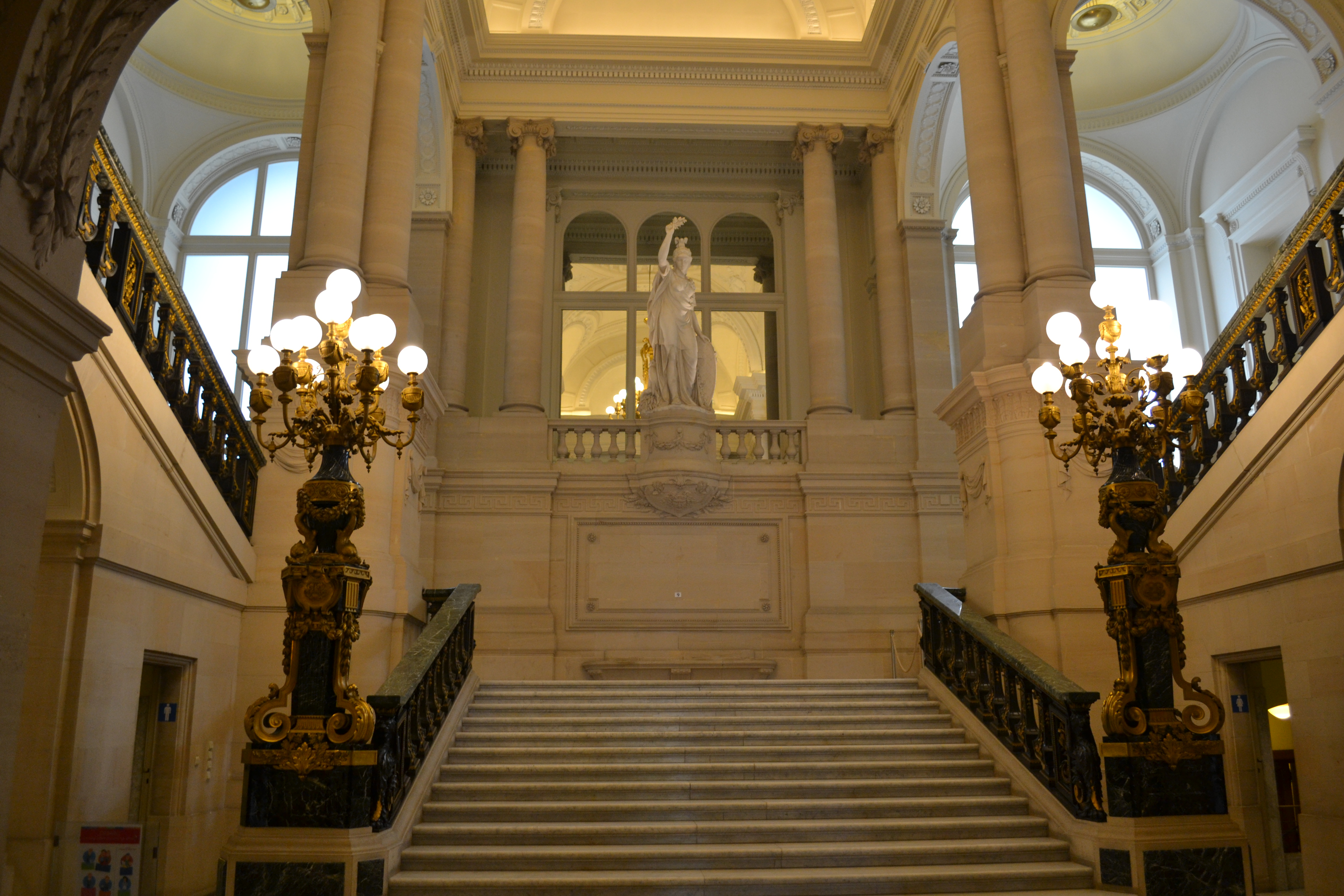
L'escalier principal du Palais Royal de Bruxelles conçu par Alphonse Balat pour le roi Léopold II de Belgique.

- Bruxelles : Serre à Victoria (1854), transférée à Wemmel dans le Jardin botanique de Meise où elle est actuellement connue sous le nom de Serre Balat.
- Palais royal de Bruxelles (1866-1874) : escalier d’honneur, décoration des salons, salle du trône, façade arrière, plusieurs projets pour la façade principale (réalisée par Henri Maquet);
- Domaine royal de Laeken : manège (1873-1874), entrée principale du parc (1879-1880), restauration après incendie (1890)
- Serres royales de Laeken (1874-1890)
- Gare royale (Laeken)[3].
- Musées royaux des beaux-arts de Belgique (1875-1880), rue de la Régence
- Projet de Panthéon national, plateau de Koekelberg (1880 - non réalisé), temple ionique diptère de dimension colossale
- Façade du château de Ciergnon (1880)
- Projet d’aménagement de la Montagne de la Cour, futur Mont des Arts à Bruxelles (1882, non réalisé)

### Architecture privée
- Transformations au château de Jehay-Bodegnée
- Transformations au château de Mirwart
- Château de Warfusée à Saint-Georges-sur-Meuse : façade Renaissance française et décoration intérieure (1840)
- Château Saint-Marc, près de Namur : façade
- Château de Presles[4] (1855)
- Château d’Houtain-le-Val : restauration ailes en retour et tourelles façade
- Gentilhommière à Dave (1858)
- Palais de Charles Vander Noot, marquis d’Assche, situé rue de la Science, 33 (square Frère Orban) à Bruxelles (1856-1858). Actuellement occupé par le Conseil d'État. Le roi Léopold III y est né.
- Serres du Château de Beauraing (province de Namur), entre 1861 et 1873 (probablement vers 1863-1864).
- Transformation de l'Abbaye d'Heylissem à Opheylissem en château de plaisance (coupole) (1870)
- Villa Balat à Jambes

### Architecture publique
- Décoration salle de la Madeleine à Bruxelles (1848)
- Décoration salle du palais ducal à Bruxelles (1851)

## Honneurs
Alphonse Balat est :
- Grand officier de l'ordre de Léopold (4 mai 1881)[5].